# Il Principe di Nassau a caccia di un giaguaro
Il Principe di Nassau a caccia di un giaguaro è un dipinto ad olio del 1784 ad opera del pittore francese Jean-Baptiste Le Paon.
L'opera è attualmente esposta al Palazzo Łazienki, sito all'interno dell'omonimo parco di Varsavia, ed è di proprietà del Museo dell'esercito della capitale polacca.

## Origine
Paon è stato ispirato da eventi reali: tra il 1766 e il 1769 Carlo Enrico di Nassau e Henri de Fulque d'Oraison compirono un giro del mondo a bordo della fregata francese La Boudeuse, capitanata da Louis-Antoine de Bougainville. Durante la spedizione il Principe di Nassau, d'Oraison e altri compagni di viaggio sbarcarono in Argentina, dove si imbatterono in un grande giaguaro che li attaccò mentre cavalcavano sulla spiaggia coi loro cavalli.
Paon aveva dipinto nel suo studio un altro soggetto del tutto simile, dalle dimensioni più ridotte (32×40,5 cm), intitolato Il Principe di Nassau e il Cavaliere d'Oraison combattono un giaguaro sulle coste dell'Argentina.

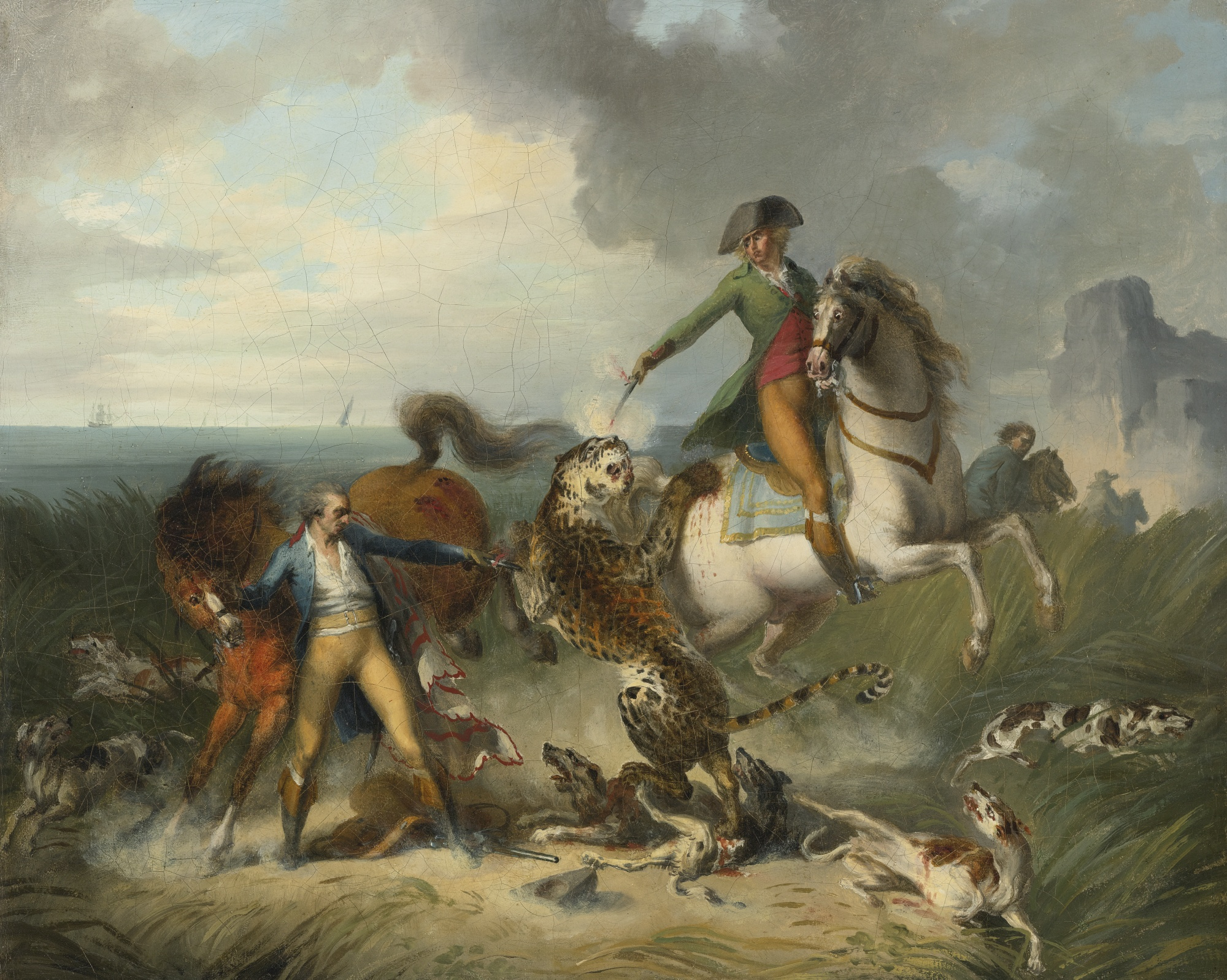
L'altra versione del dipinto

## Esegesi dell'opera
La figura centrale che emerge in questo dipinto molto dinamico è di sicuro il Principe di Nassau che, in sella ad un cavallo bianco, spara al giaguaro che lo sta attaccando. Resta caratteristica l'azione eroica del Principe, mentre tutti gli altri compagni di viaggio scappano spaventati. Nella seconda versione di Paon, cambia invece l'attitudine dell'altro protagonista della scena, Henri de Fulque d’Oraison, che passa dal giacere a terra sconvolto sotto il peso del suo cavallo cadente, all'impugnare anch'egli un'arma e sparare ritto in piedi contro la belva feroce.